# Xing Technology
Xing Technology è stata un'azienda statunitense specializzata in software di trasmissione audio e video live, con sede ad Arroyo Grande. Venne fondata nel 1989 da Howard Gordon.
I suoi prodotti principali furono:
- XingMPEG Player (inizialmente noto come XingIt!), un software per riprodurre filmati e decodificare audio in formato MPEG
- Picture Prowler, un software per gestire un sistema di immagini in formato JPEG
- StreamWorks, il primo sistema di streaming audio e video per internet.

Nel 1999 l'azienda venne acquisita da RealNetworks.